# Rallye du Maroc
Die Rallye du Maroc ist ein Rallye Raid, das seit 2000 jährlich in Marokko ausgetragen wird. Die Veranstaltung ist seit 2022 Teil der World Rally-Raid Championship (W2RC) und wird durch die Amaury Sport Organisation (A.S.O.), im Auftrag der FIA und der FIM, durchgeführt.
Von 2017 bis 2019 war der heutige Renndirektor der Rallye Dakar David Castera der Organisator und Veranstalter der Rallye.

## Sieger
| Jahr | Autos                | Autos              | Autos            | Motorräder          | Motorräder    |
| Jahr | Fahrer               | Beifahrer          | Fahrzeug         | Fahrer              | Fahrzeug      |
| ---- | -------------------- | ------------------ | ---------------- | ------------------- | ------------- |
| 2000 | Jean-Louis Schlesser | Henri Magne        | Schlesser-Buggy  | Cyril Despres       | Honda CR450   |
| 2001 | Jean-Louis Schlesser | Henri Magne        | Schlesser-Buggy  | Richard Sainct      | KTM           |
| 2002 | Jean-Louis Schlesser | Henri Magne        | Schlesser-Buggy  | Richard Sainct      | KTM           |
| 2003 | Giniel de Villiers   | Tina Thörner       | Nissan           | Cyril Despres       | KTM           |
| 2004 | Stéphane Peterhansel | Jean-Paul Cottret  | Mitsubishi       | Isidre Esteve Pujol | KTM           |
| 2005 | Bruno Saby           | Michel Périn       | Volkswagen       | Isidre Esteve Pujol | KTM           |
| 2006 | Giniel de Villiers   | Dirk von Zitzewitz | Volkswagen       | Marc Coma           | KTM           |
| 2007 | Giniel de Villiers   | Dirk von Zitzewitz | Volkswagen       | Ruben Faria         | KTM           |
| 2008 | Jean-Louis Schlesser | Arnaud Debron      | Schlesser-Buggy  | David Frétigné      | Yamaha        |
| 2009 | Stéphane Peterhansel | Jean-Paul Cottret  | BMW X-Raid       | Marc Coma           | KTM           |
| 2010 | Stéphane Peterhansel | Jean-Paul Cottret  | BMW X-Raid       | Cyril Despres       | KTM           |
| 2011 | Bernhard ten Brinke  | Matthieu Baumel    | Mitsubishi       | Hélder Rodrigues    | Yamaha        |
| 2012 | Éric Vigouroux       | Alexandre Winocq   | Chevrolet        | Cyril Despres       | KTM 450 Rally |
| 2013 | Orlando Terranova    | Paulo Fuiza        | Mini All4 Racing | Paulo Gonçalves     | Honda         |
| 2014 | Nasser Al-Attiyah    | Matthieu Baumel    | Mini All4 Racing | Marc Coma           | KTM 450 Rally |
| 2015 | Nasser Al-Attiyah    | Matthieu Baumel    | Mini All4 Racing | Sam Sunderland      | KTM 450 Rally |
| 2016 | Nasser Al-Attiyah    | Matthieu Baumel    | Toyota Hilux     | Toby Price          | KTM 450 Rally |
| 2017 | Nasser Al-Attiyah    | Matthieu Baumel    | Toyota Hilux     | Matthias Walkner    | KTM 450 Rally |
| 2018 | Nasser Al-Attiyah    | Matthieu Baumel    | Toyota Hilux     | Toby Price          | KTM 450 Rally |
| 2019 | Giniel de Villiers   | Alex Haro          | Toyota Hilux     | Andrew Short        | Husqvarna     |
| 2021 | Nasser Al-Attiyah    | Matthieu Baumel    | Toyota Hilux     | Pablo Quintanilla   | Honda CRF450  |
| 2022 | Guerlain Chicherit   | Alexandre Winocq   | Prodrive Hunter  | Skyler Howes        | Husqvarna     |
| 2023 | Yazeed Al-Rajhi      | Timo Gottschalk    | Toyota Hilux     | Toby Price          | KTM 450 Rally |
| 2024 | Nasser Al-Attiyah    | Edouard Boulanger  | Dacia Sandrider  | Daniel Sanders      | KTM 450 Rally |